# Loxopsis seowi
Loxopsis seowi är en insektsart som beskrevs av Brock 1999. Loxopsis seowi ingår i släktet Loxopsis och familjen Diapheromeridae. Inga underarter finns listade i Catalogue of Life.